# Detroit: Become Human
Detroit: Become Human (укр. Детройт: Стати людиною) — відеогра, розроблена французькою компанією Quantic Dream виключно для ігрової платформи PlayStation 4, але з 12 грудня 2019 року також доступна для Microsoft Windows. Анонс гри відбувся 27 жовтня 2015 року в рамках виступу Sony на виставці «Paris Games Week-2015», реліз — 25 травня 2018 року.
Сюжет Detroit: Become Human будується навколо трьох андроїдів, що живуть у Детройті майбутнього. В кожного з них окрема сюжетна лінія, пов'язана зі ставленням людей до андроїдів як до машин, а не свідомих істот, якими вони стали. В підсумку сюжети поєднуються в єдину картину та ведуть до одного з фіналів, що визначить майбутнє всіх андроїдів.

## Ігровий процес

Андроїд-детектив веде перемовини зі злочинцем. Завдяки попереднім рішенням у нього розблоковано два особливих варіанти дій

Гравець керує персонажем, задаючи за допомогою геймпада напрямок його руху, огляд, застосування різних предметів та вибір дій. Оглядаючи оточення, він знаходить речі, якими може скористатися, свідчення тих чи інших подій, що визначає його здогадки і варіанти дій. Обрання дій протагоніста впливає на подальші сцени, ставлення до нього інших персонажів та сюжет загалом. Quick time events вимагають вчасно натискати вказані кнопки. У деяких сценах протагоніст може загинути, що веде до передчасного завершення гри. Слідуючи за розгалуженнями сюжету, гравець просувається до одного з фіналів, деталі якого залежать від попередніх рішень.
Сюжет Become Human має два рівні складності. На нижчому заблоковані деякі гілки сюжету, які ведуть до поганих фіналів.

## Сюжет

### Світ гри
У недалекому майбутньому, в 2038 році, глобальні проблеми на Землі ускладнюються: чисельність земного населення досягає позначки в 10 мільярдів людей, ресурси виснажені, через що ось-ось може початися війна між Росією і США за їх залишки в Арктиці. Численні тварини вимерли і їх замінюють роботами. По світу також налагоджено виробництво андроїдів — людиноподібних роботів, створених компанією Cyberlife для задоволення різних людських потреб. Андроїди складаються з синтетичних органів, між якими циркулює штучна кров синього кольору. Шкіра цих роботів ідентична з вигляду до людської, але може під дією різних чинників чи за бажанням робота зникати, оголюючи пластикову основу. На скроні кожного андроїда знаходиться світлодіод, який сигналізує про стан робота. Вони здатні імітувати поведінку та фізіологічні процеси людини, такі як дихання чи сон, проте не можуть діяти за межами своєї програми. Роботи мають власні номери та імена.
Через програмні помилки деякі андроїди стають девіантами — вони починають відчувати емоції й у них з'являється власна воля, як у людини. Події гри відбуваються в місті Детройт, зосереджуючись на долі трьох андроїдів: Коннора, Кари та Маркуса. 

### Сюжетні лінії
У грі є три сюжетні лінії, що подаються через епізоди. Гравцеві пропонується керувати то одними, то іншими андроїдами. Його вибір в епізодах за одного персонажа може впливати на розвиток подій в епізодах за іншого.

#### Коннор
Коннор — андроїд-детектив моделі RK800, що розслідує вбивства, вчинені андроїдами-девіантами. Йому доступна особлива здатність до копіювання пам'яті в запасне тіло, якщо він загине. Коннор прибуває на місце злочину — андроїд Денієл взяв у заручники дівчинку. Там він досліджує обстановку, з'ясовує подробиці викрадення та знаходить Денієла на даху хмарочосу. Він намагається переконати девіанта відпустити дівчинку, обіцяючи не шкодити йому. В разі провалу девіант стрибає з даху разом із заручницею і обоє гинуть. В разі успіху, детектив або порушує обіцянку та застрелює Денієла, або складає зброю, проте девіанта застрелює снайпер.
Коннор отримує завдання від лейтенанта Хенка Андерсона розслідувати чергове вбивство. Якщо йому вдається знайти девіанта, Коннор допитує його та спілкується з Амандою — цифровою копією наставниці творця андроїдів Елайджі Камскі. Він дізнається про подробиці ставлення до андроїдів та знаходить девіантів у клубі «Едем», що дає йому свідчення, завдяки яким Коннор отримує змогу завадити наступним злочинам. Детектив довідується про вірус, який змушує андроїдів ставати девіантами. Хенк, чий син загинув внаслідок невдалої операції, яку проводив андроїд, може по-різному ставитися до Коннора, залежно від попередніх успіхів. Поступово через складні моральні вибори в програмі Коннора накопичуються збої, загрожуючи перетворити його самого на девіанта.
Вдвох вони відвідують Елайджу Камскі — засновника Cyberlife, який показує їм Хлою — першого робота, що пройшов тест Тюрінга. Камскі проводить над Коннором тест на емпатію, наказуючи застрелити Хлою. Якщо Коннор виконає наказ, Камскі не боятиметься повідомити роботу цінну інформацію, а якщо той не стрілятиме, це доведе відхилення від програми.
ФБР повідомляє, що візьме на себе подальші розслідування. Коннор намагається довести справу до завершення, шукаючи андроїдів-утікачів та заручившись допомогою Хенка (або, якщо вони в поганих стосунках, вдаючись до хитрощів). Йому вдається знайти старий корабель «Єрихон» (англ. Jericho), де переховуються втікачі. Зустрівшись з лідером девіантів Маркусом (або Норт), Коннор постає перед вибором приєднатися до них, або ж лишитися в рамках програми. Тим часом корабель оточують спецпризначенці. Коннор або допомагає підірвати «Єрихон», або забезпечує роботам утечу.
Хенк або застрелює Коннора, обурений його машинною логікою, або застрелюється сам, оскільки Коннор нагадує йому сина. Якщо ж Коннор став девіантом, Маркус або вбиває його як загрозу, або пропонує визволити девіантів від гніту, щоб почати боротьбу за їх свободу як свідомих істот, рівних людям.
Зоставшись машиною, Коннор вирушає вбити лідера девіантів, щоб їх повстання не загрожувало людям. Якщо ж він сам девіант, то вирушає до штаб-квартири Cyberlife забезпечити успіх повстання, пробудивши там тисячі деактивованих роботів передаванням їм своєї програми. Однак, після того як уряд дослухається до вимог андроїдів і їх визнають рівними людям, Аманда каже, що становлення Коннора девіантом було планом Cyberlife. Вочевидь, це задумувалося для того, щоб підібратися до Маркуса та убити його.
Якщо Коннор і Хенк живі та є друзями, а андроїди обрали мирну боротьбу за свободу, вони за якийсь час зустрічаються та обіймаються. Якщо ж Коннор допоміг придушити повстання, Аманда повідомляє, що Коннор більше не потрібен і його замінить новіша модель, а його самого буде деактивовано.

#### Кара
Кара — андроїд моделі AX400 для побутових робіт. При збірці на заводі вона виявила почуття та переконала оператора не вибраковувати її. Кару було віддано до магазину, де її купив Тодд Вільямс. Забравши Кару після ремонту та стирання пам'яті, Тодд привозить її додому. Донька Тодда, Еліс, може дати Карі ключ від скриньки, де сховано її спогади. Також андроїд може виявити, що її власник наркоман.
Тодд винить Кару в тому, що його покинула дружина, та проявляє гнів перед донькою. Андроїд, бачачи, що дівчинка в небезпеці, але змушена підкорюватись наказам власника, зазнає збою. Невдовзі вона вирішує тікати з Еліс від жорстокості Тодда. Вони можуть як утекти потай, так і вбити Тодда — зумисне чи випадково. Обом доводиться переховуватись, оскільки про інцидент з Тоддом (втеча андроїда або вчинене нею вбивство) оголошують у новинах. Якщо їм не вдається належним чином сховатися, їх переслідує Коннор, але йому не вдається спіймати втікачів.
Кара з Еліс прибувають до будинку чоловіка Златко Андронікова, котрий пропонує Карі служити йому разом з андроїдом Лютером. Однак виявляється, що Златко заманює до себе девіантів з метою перепродувати їх або використовувати для власних розваг. Кара або одразу намагається звільнитися з його неволі та забрати Еліс, або, якщо Златко стер її пам'ять, спершу згадує, хто вона. Їй вдається визволити інших андроїдів, які вбивають Златко, або втекти з Лютером, який застрелює хазяїна. Взявши Еліс, вони вирушають до Канади.
З Лютером та Еліс Кара знаходить прихисток у фермерів Роуз та Адама Чепменів. Туди прибуває поліція в пошуках девіантів. Кара може сховати всі докази проти себе та Лютера, або ж Лютер гине в боротьбі з поліцією. Роуз розповідає про «Єрихон», куди втікачі й вирушають.
Лідер девіантів Маркус (або Норт) каже, що не може допомогти перетнути кордон, оскільки встановлено комендантську годину. Кара переконує його добути для неї (та Лютера, якщо він живий) цифрові паспорти. Кара виявляє андроїда з зовнішністю Еліс та розуміє, що дівчинка також робот. Якщо Кара мала погані стосунки з Еліс, дівчинка покидає її.
«Єрихон» зазнає штурму, під час якого Кара або гине, або тікає з Еліс. Коннор може знайти їх та вибачитися за переслідування. Тікаючи, вони бачать, як армія вбиває всіх андроїдів без розбору. Оминувши патрулі та численні перешкоди, втікачі встигають на автовокзал. Вкравши загублені квитки, вони сідають в автобус або користуються човном. В першому випадку втеча може вдатися для всіх, в другому Лютер гине, прикриваючи решту андроїдів. Також вони можуть бути схоплені та відправлені на утилізацію, де випадає шанс на порятунок Маркусом. Успіх залежить як від вибору Кари дбати лише про себе чи також про Еліс з Лютером, так і від того, почав Маркус збройне повстання чи мирний протест.

#### Маркус
Маркус — андроїд секретної моделі RK200, здатний до розвитку. Він піклується про старого художника Карла Манфреда. Його турбота повертає Карла до творчості і він починає бачити в Маркусі живу істоту, а не просто складний механізм. Виконуючи завдання власника, андроїд зустрічається з противниками роботів, які знущаються над ним. Вдома Карл каже, що скоро помре і Маркус повинен вирішити, ким бути далі.
Син Карла, Лео, намагається викрасти картини батька, щоб отримати гроші на наркотики. Він б'є Маркуса, через що в того стається програмний збій. Після цього Карл або помирає від інфаркту, або андроїд атакує Лео у відповідь. В обох випадках прибуває поліція та віддає Маркуса, застреленого нею, на утилізацію.
Маркус вмикається на звалищі без ніг, знаходить деталі для ремонту та зустрічає робота, який розповідає про «Єрихон». Йому вдається втекти та розшукати цей корабель. Лідери девіантів Саймон, Джош і Норт бояться видавати своє розташування. Маркус переконує їх здійснити вилазку на склад Cyberlife за запчастинами для скалічених роботів. Вони зустрічають андроїда-охоронця Джона і або переконують його допомогти та піти з ними, або той піднімає тривогу.
Маркус дізнається з новин про телецентр та пропонує девіантам захопити його, щоб розповісти всьому світу про пригнічення свідомих роботів. Андроїди проникають до телецентру, відправляють послання і стрибають з даху на парашутах. Після цього Маркус скликає девіантів на демонстрацію: мирну або ж збройну. Він бачить, як у деяких роботів стріляє поліція і як вони відповідають насильством на насильство. Маркус може завадити кровопролиттю чи дозволити його. У відповідь на дії правоохоронців він може наказати девіантам розійтися, і їх услід розстрілюють, чи стояти далі. Відповідно зростає його підтримка або в «Єрихоні», або в народі, що визначає, чи стане він лідером «Єрихону».
Коли до «Єрихона» прибуває Кара, Маркус допомагає їй отримати документи. Коннор викриває, де збираються девіанти, і зустрічається з Маркусом, який намагається переконати його стати на їхній бік. Якщо Коннор залишається машиною, Маркус постає перед вибором: врятуватися самому чи допомогти втекти іншим девіантам при штурмі, ризикуючи бути спійманим.
Він відвідує будинок або могилу Карла, після чого зустрічається з уцілілими девіантами. Вони обговорюють подальші дії та вирішують боротися за свободу мирним або ж насильницьким шляхом. Девіанти проникають до штаб-квартири Cyberlife, де визволяють тисячі андроїдів, які виходять на вулиці. Якщо Коннор приєднався до них, Маркус виголошує промову про свободу та необхідність жити в мирі з людьми. За найкращого розвитку подій він цілує Норт, що переконує президента США в їх розумності. Роботів визнають формою життя, рівною людям та гідною аналогічних прав. Якщо ж Коннор залишився машиною, він стріляє в Маркуса. Норт або Саймон видаляють власне серце і ставлять його Маркусу замість простреленого. Маркус переховується і знову стикається з Коннором. Вони або вбивають одне одного, або Маркус підриває в місті бомбу, закликаючи до продовження боротьби.
Після закінчення основного сюжету, за умови, що всі протагоністи загинули, гравець може виконати додаткове завдання. Тоді в новинах повідомляють про остаточне придушення повстання. В усіх містах створюються табори для знищення андроїдів, у чому допомагає Cyberlife. Після цього показується інтерв'ю з Елайджі Камскі, який розповідає, що врахував помилки і тепер береться за створення нового покоління андроїдів, нездатних до девіації.

## Актори і персонажі
- Браян Декарт — Коннор
- Велорі Керрі — Кара
- Джессі Вільямс[en] — Маркус
- Кленсі Браун — лейтенант Хенк Андерсон
- Ленс Генріксен — Карл Манфред
- Мінка Келлі — Норт
- Домінік Гулд[en] — Тодд Вільямс

## Розробка

### Анонс
Про розробку відеогри було оголошено у фінальній частині прес-конференції Sony на виставці «Paris Games Week» 27 жовтня 2015 року. Проект Detroit: Become Human став продовженням ідеї технологічної демонстрації «Kara», представленої 7 березня 2012 року на «Game Developers Conference». Спочатку демо-версія відеогри мала продемонструвати технічні можливості нового рушія на PlayStation 3, ключовою особливістю якого була лицьова анімація. Однак гра захопила публіку і самого Девіда Кейджа, главу компанії Quantic Dream. За його словами, його зацікавило майбутнє андроїдів за стінами фабрики. Основне питання гри полягає в тому, як людство буде сприймати андроїдів, якщо ті розвинуть здатність відчувати.

### Концепція
Detroit: Become Human продовжує традиції попередніх відеоігор Quantic Dream: вони зосереджують увагу на певній історії зі своїми індивідуальними ідеями, однак розвиток подій залежить виключно від дій гравця, які можуть суттєво вплинути не тільки на сюжет, а й на весь навколишній світ. Detroit: Become Human покликана знайти відповідь на питання «Що значить бути людиною?».
На думку команди розробників, Детройт — найлогічніше місце для розвитку технології створення андроїдів. Це місто зручне як для промисловості, так і для творчих людей. Команда вирушила в саме місто, щоб вивчити його, і побачила багато дивовижних місць, познайомилася з місцевими людьми й «відчула дух міста», набравшись натхнення. Detroit: Become Human базується на новому рушії, що характерно для кожної нової гри компанії. Девід Кейдж зазначив, що нехай це і здається божевіллям, але створення нового рушія необхідно, щоб повністю розкрити потенціал консолі й надати якісний візуальний та ігровий досвід. Емоції гравця, на думку розробника, безпосередньо залежать від графічного рівня і якості лицьової анімації.
Відеогра є жорсткою науковою фантастикою. Попри зображений успіх людства у розробці нових технологій, у світі гри використовуються лише ті розробки, які розвиваються і для яких закладено фундамент у дійсності. Світ Become Human задумувався максимально реалістичним, щоб гравець міг впізнати деякі справжні місця, які представлені у грі «під іншим кутом».

### Випуск
Після офіційного випуску відеогри 25 травня 2018 року, 25 травня 2020-го Quantic Dream повідомила, що відеогра разом з Heavy Rain (2010) та Beyond: Two Souls (2013) буде випущена у Steam 18 червня того ж року.

## Оцінка й відгуки
| Агрегатор  | Оцінка |
| ---------- | ------ |
| Metacritic | 78/100 |

| Видання                   | Оцінка |
| ------------------------- | ------ |
| Destructoid               | 7/10   |
| Electronic Gaming Monthly | 8.5/10 |
| Game Informer             | 8/10   |
| Game Revolution           | [ 13 ] |
| GameSpot                  | 7/10   |
| GamesRadar+               | [ 15 ] |
| IGN                       | 8/10   |
| VideoGamer.com            | 4/10   |

Гра Detroit: Become Human отримала в цілому схвальні відгуки, середній бал на Metacritic — 78/100.

### Нагороди
Гра Detroit: Become Human була номінована на премію Best of E3 Game Critics Awards 2016 в категорії Найкраща оригінальна гра, але програла Horizon Zero Dawn.
На E3 2017 року Detroit: Become Human здобула премію GameSpot's Best of E3 2017 і була номінована в категорії Найкраща гра для PlayStation 4 від IGN. Також, гра була номінована на премії Пригодницька гра Hardcore Gamer, Найкраща оригінальна гра Game Critics Awards, а також Найкраща гра категорії Action Adventure.

### Продажі
У липні 2021 року розробники повідомили, що продажі копій відеогри перетнули позначку у 6 млн примірників. А до початку 2024 року продажі перевищили 9 млн примірників.